# Pseudopeptidoglycan

Strukturformel von N-Acetyltalosaminuronsäure

Strukturformel von N-Acetylglucosamin

Das Pseudopeptidoglycan oder Pseudomurein ist eine Substanz, die bei Archaeen als Zellwand auftritt. Es handelt sich um ein Polysaccharid, an das kurze Aminosäureketten gebunden sind.
Es ist dem Murein sehr ähnlich und besteht aus einer Kette aus alternierenden N-Acetylglucosamin- und N-Acetyltalosaminuronsäure-Einheiten, die β-1,3-glycosidisch miteinander verknüpft sind. Die N-Acetyltalosaminuronsäure (TalNAc) ersetzt im Pseudopeptidoglycan die N-Acetylmuraminsäure des Peptidoglycans.
Die einzelnen Pseudopeptidoglycan-Stränge sind über Peptide miteinander vernetzt. Je eine TalNAc ist über die Peptidkette Glu-Ala-Lys-Glu-Lys-Ala-Glu mit einer TalNAc eines anderen Stranges querverbunden. Hierbei kommen im Gegensatz zum Murein jedoch keine D-Aminosäuren vor. Durch die stabile glycosidische Bindung und den hohen Grad an Quervernetzung mehrerer Schichten Pseudopeptidoglycan erhält die Zellwand ihre Festigkeit.
Durch die β-1,3-glycosidische Bindung ist Pseudomurein unempfindlich gegen die Wirkung von Lysozym.
Die Untersuchung der Struktur von Pseudopeptidoglycan wurde vorangetrieben, weil dieses und das Murein der „üblichen“ Bakterien die gleiche Aufgabe bei der Einzeller-Stabilisierung haben, aber evolutionär unabhängig voneinander entwickelt worden sein dürften. Es wurde vermutet, dass daher Strukturübereinstimmungen auf für die Funktion wesentliche Details deuten würden. Dies wiederum ist wichtig, weil die Wirkung der Penicilline darin besteht, wachsenden Bakterien „Fehlstellen“ im Murein-Netz zu verschaffen (so dass dieses versagt), und die Architektur der Peptidoglycan-Netze für die Entwicklung solcher Antibiotika bekannt sein sollte.

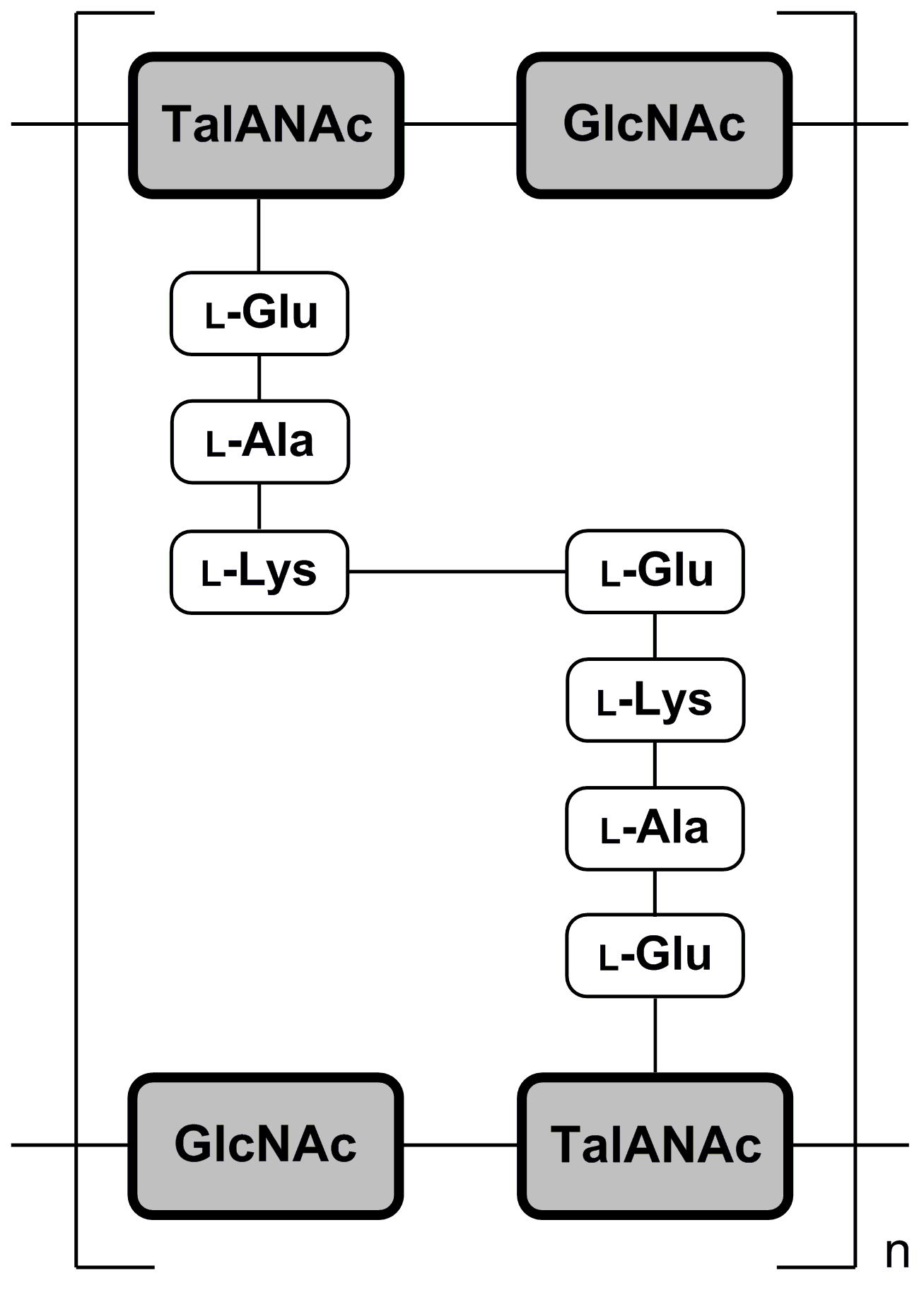
Schematische Darstellung von Pseudopeptidoglycan, wie es bei manchen Archaeen vorkommt. Dabei sind N-Acetyltalosaminuronsäure (TalANAc) und N-Acetylglucosamin (GlcNAc) β-1,3-glycosidisch miteinander verknüpft.